# Ботвин, Игорь Валентинович
И́горь Валенти́нович Ботви́н (род. 9 декабря 1973, Сараево, Вологодская область) — российский актёр театра и кино.

## Биография
Игорь Ботвинродился 9 декабря 1973 года в селе Сараево Кичменгско-Городецкого района Вологодской области.
В 2001 году окончил факультет актёрского искусства и режиссуры Санкт-Петербургской государственной академии театрального искусства (СПбГАТИ) (мастерская Вениамина Михайловича Фильштинского).
С 2008 года работник БДТ имени Г. А. Товстоногова в Санкт-Петербурге.

## Творчество

### Роли в театре

#### Большой драматический театр имени Г. А. Товстоногова (БДТ)(Санкт-Петербург)
- 2009 — «Дон Карлос, инфант испанский» Фридриха Шиллера (режиссёр-постановщик — Темур Чхеидзе; премьера — 27 марта 2009 года) — Дон Карлос, наследный принц
- 2010 — «Школа налогоплательщиков» Луи Вернейля[фр.] и Жоржа Берра[фр.] (режиссёр-постановщик — Николай Пинигин; премьера — 8 апреля 2010 года) — Гастон Вальтье
- 2012 — «Трактирщица» Карло Гольдони (режиссёр-постановщик — Андрей Прикотенко; премьера — 14 сентября 2012 года) — кавалер Рипафратта

### Фильмография
- 1998 — 1999 — Улицы разбитых фонарей 2. Новые приключения ментов (серия № 16 «Всё это рок-н-ролл») — Мальцев
- 2000 — Охота на Золушку — Богомолов
- 2001 — 2003 — Агентство «НЛС» — Андрей Клебанов
- 2001 — Гладиатрикс — Квинт
- 2000 — 2001 — Убойная сила 2 (фильм № 6 «Вне игры») — «Тайсон», лидер группировки футбольных фанатов
- 2003 — Спецназ 2 (серия № 3 «Послушник») — командир отряда албанских боевиков «Армии освобождения Косово»
- 2004 — Агент национальной безопасности 5 (серии № 49-50 «Фамильные драгоценности») — Сергей, сотрудник спецслужб
- 2004 — Игра on-line — Ермила
- 2004 — Потерявшие солнце — Виктор Липович Градусов
- 2004 — Шахматист — Дмитрий Седов, сосед Петра Ратникова по даче
- 2004 — Спецназ по-русски 2 — Дрынов
- 2005 — Нежная зима — Cepгей Mикошa («Миксер»), актёр
- 2005 — Риэлтор — Аркадий Воскресенский
- 2005 — Фаворит — Григорий Потёмкин-Таврический, князь
- 2006 — Сонька — Золотая ручка — Михель Блювштейн
- 2006 — Секретные поручения — Сергей Курлов, студент журфака, секретный сотрудник спецслужб
- 2006 — Секретная служба Его Величества — Марчелло
- 2007 — Платки — Генка Голованов, муж Анны
- 2008 — Августейший посол — адмирал Осборн
- 2008 — Трудно быть мачо — Дмитрий, муж Юлии
- 2008 — Псевдоним «Албанец» 2 — «Зелёный», помощник Михалыча
- 2008 — Бес — Олег, пациент и несостоявшийся жених Анастасии
- 2008 — Александр. Невская битва — Ратмир, дружинник князя
- 2009 — Правило лабиринта — Валентин
- 2009 — Дорожный патруль 3 — Рыбаков
- 2009 — Брачный контракт — Владимир Перов, юрист
- 2010 — Сонька. Продолжение легенды — Михель Блювштейн
- 2010 — Лиговка — Василий Красильников, сотрудник 5 отделения УГРО
- 2011 — Шаман — Дмитрий Захаров
- 2011 — Судьба по имени «Фарман» — Аркадий Коренев
- 2011 — Наркотрафик — стрелок
- 2011 — Встречное течение — Александр Маринин, капитан милиции
- 2011 — В ожидании любви — Сергей
- 2012 — Кулинар — Феликс Малинин («Кулинар»)
- 2012 — Источник счастья — Павел
- 2012 — Отец поневоле — Владимир Петрович Потапов, генеральный директор фирмы
- 2012 — Солнцекруг — Ефим Дуров, археолог
- 2012 — Время Синдбада — «Мерлин»
- 2013 — Генеральская сноха — Павел Мишин
- 2013 — Ловушка — Егор Силаев («Порох»), помощник Лебедева
- 2013 — 2015 — Нюхач — Игорь, муж Татьяны Воскресенской
- 2013 — Кулинар 2 — Феликс Малинин («Кулинар»)
- 2014 — Шаман. Новая угроза — Дмитрий Захаров, полковник
- 2015 — Лучше не бывает — Денис
- 2015 — Избранница — Денис Нечаев, муж Любавы
- 2015 — Полицейский участок — сотрудник Олега Левашова
- 2016 — Портрет женщины в красном — Юрий Самойлов
- 2017 — Крылья империи — Иван Кольцов
- 2017 — Ожидается ураганный ветер — Андрей
- 2017 — Арена для убийства — Сергей Короленко / Андрей Никитович Фёдоров (лже-Короленко)
- 2018 — Морские дьяволы. Рубежи Родины — Кравцов, подполковник
- 2018 — Родные пенаты — Дмитрий Юрьевич Белых, владелец отеля «Родные пенаты»
- 2018 — Пять минут тишины. Возвращение — Андрей Репин (10-я серия)
- 2019 — Кое-что задаром — Макс Фламберк, детектив
- 2020 — Первый отдел — Михаил Иванович Расходников, бизнесмен (фильм 6-й «Взрыв»)
- 2021 — Отель «Феникс» — Виктор, оперативник
- 2021 — Небо — Юрий Гришин
- 2022 ― Капкан на судью ― Роман Шорохов
- 2022 ― Дополнительный урок ― отец Игоря

## Издательство
- Ботвин И. Он играет в кино и помнит о Кичменгском Городке: [беседа с актером Игорем Ботвиным / записал В. Наволоцкий] // Заря Севера. — Кичменгский Городок, 2002. — 3 января — С. 2.
- Ботвин И. Поднятая целина: [интервью] / Игорь Ботвин // Заря Севера. — Кичменгский Городок, 2003. — 10 июля. — С. 6. — Перепечатка из журнала «Панорама», Санкт-Петербург.
- Чернова М. Вологжанин застрелил Пушкина! / М. Чернова // Премьер. — 2005.- 29 марта — 4 апреля. — С. 21.
- Звездный состав: кинорежиссеры и актеры — наши земляки — фот. // Белые ночи. — 2006. — № 10. — С. 11-12. — фот.
- Чернова М. Вологжанин сыграл мужа воровки в сериале «Сонька Золотая Ручка» / М. Чернова // Премьер. — 2007. — 1-7 мая. — С. 27.
- Шишкина Е. Звезды из глубинки: уроженцы Вологодской области с успехом играют в театре и кино, прославляя свою «малую родину» / Елена Шишкина // Местная газета Вологодской области. — 2012. — 31 января. — С. 12.
- Канунова Т. Н. Актерское созвездие // Кино Вологодчины / Т. Канунова. — Вологда, 2013. — Гл. 7. — С. 172—227.
- Чернова М. Вологодский «кулинар» / М. Чернова // Премьер. — 2014. — 22-28 сентября. — С. 18.
- Григорий Кваша.Найди себя по знаку рождения. Энциклопедия гороскопов.— Litres, 2022-05-15.— 1059с.— ISBN 978-5-457-08811-5.